# چشمه

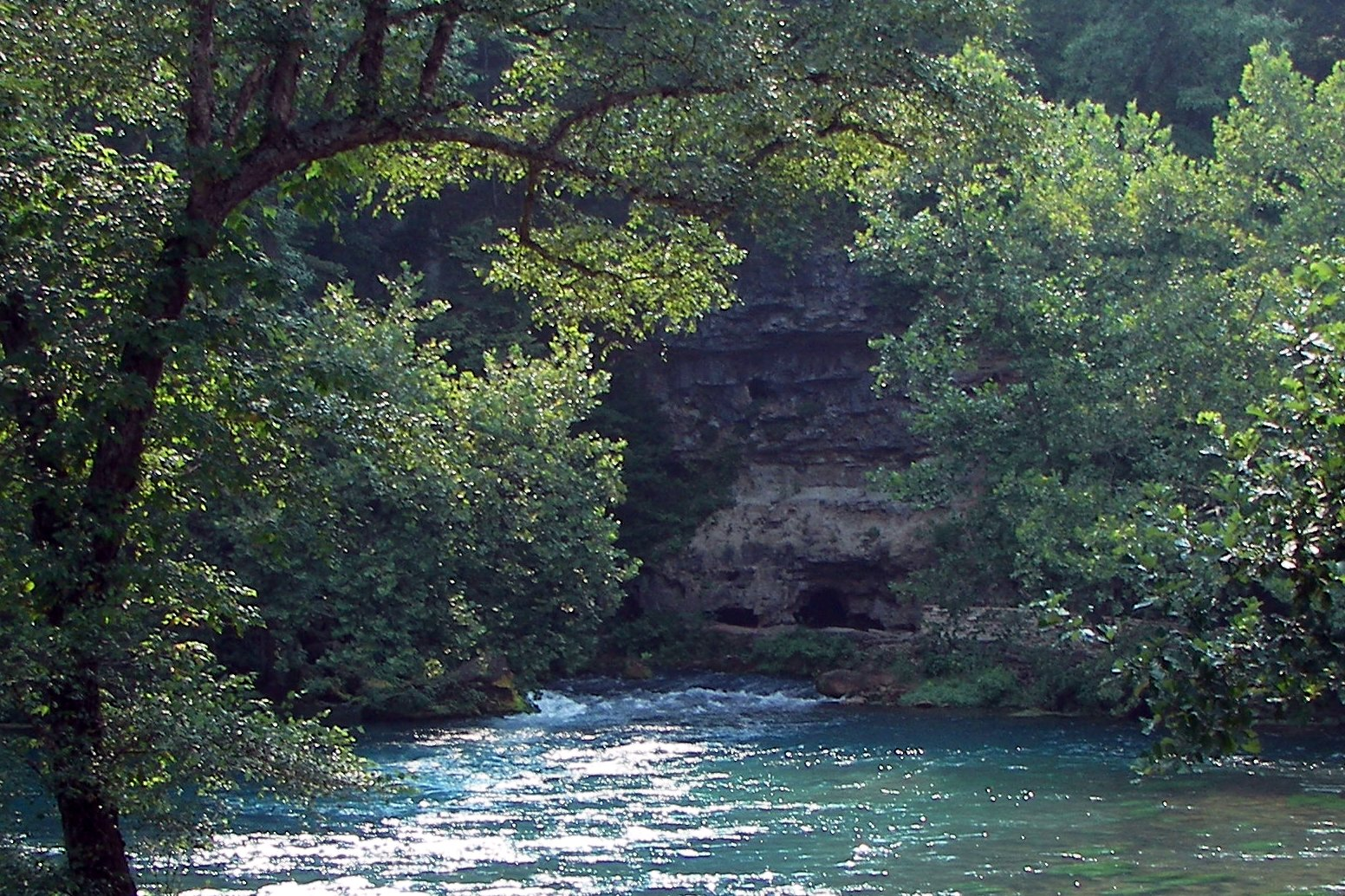
تنها در یک روز معمولی 303 e6USgal آب از بیگ‌اسپرینگ در میزوری با نرخ 469 cuft/s به بیرون روان است.

چِشمِه (به انگلیسی: spring) به آب‌های زیر زمینی که خود به خود به سطح زمین راه پیدا می‌کنند گفته می‌شود. در زبان پهلوی، چَشمَگ یا چِشمَک، نقطه‌ای است که آب سفره آب به سطح زمین بیرون زند و روان یا جمع شود.
در زمین‌شناسی چشمه یک جزء هیدروسفر است. چشمه محل تلاقی سفره‌های زیرزمینی با سطح زمین است. بسته به ثبات منبع آب، یک چشمه می‌تواند موقتی، دائمی یا خودجوش (آرتزین) باشد. در محل ظهور چشمه گاه حوضچه‌ها یا نهر‌هایی پدید می‌آیند.
از انواع چشمه‌ها می‌توان از چشمه آب گرم و چشمه آب معدنی نام برد.
در برخی زمین‌های ماسه‌ای و مسطح، مانند زمین‌های هلند، آب‌های زیرزمینی از نقاطی نزدیک به هم به روی زمین می‌جوشد که یه این پدیده، چشمه‌های نشتی گفته می‌شود.
آب چشمه‌ها به دلیل عبور از بین کارست‌ها و ماسه‌ها معمولاً زلال، گوارا و قابل شرب هستند.

## انواع چشمه
- چشمه‌های آبرفتی
- چشمه‌های گسلی
- چشمه‌های کارستی
- چشمه‌های دره‌ای
- چشمه‌های دامنه‌ای[۴]

## چشمه‌ها و خواص درمانی آن‌ها

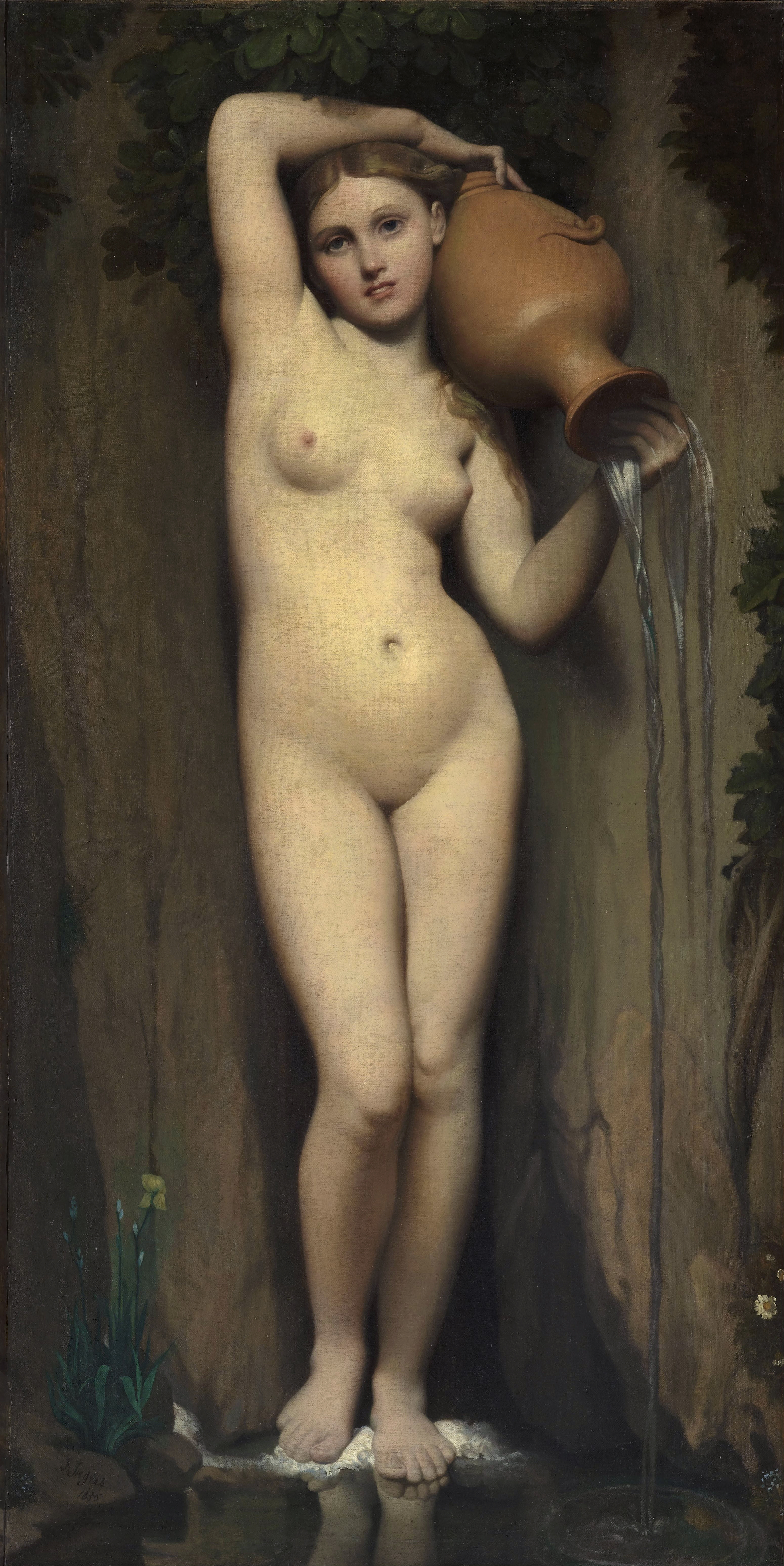
چشمه اثر انگر سال ۱۸۵۶ میلادی

استفاده از آب چشمه‌های معدنی به عنوان درمان، سابقهٔ چندهزار ساله دارد ولی طی قرن اخیر بر اثر پژوهش‌ها و بررسی‌های علمی انجام شده روی آب‌های معدنی، استفادهٔ درمانی آن‌ها به‌طور جدی روز به روز گسترش یافته است. آب‌های معدنی بر حسب نوع و نمک‌های معدنی موجود در آن‌ها دارای کاربردهای گوناگون هستند، ولی علاوه بر خواص فیزیک و شیمیایی آب باید به عواملی مانند آب و هوای منطقه، ارتفاع از سطح دریا، روش درمان و وضعیت سلامت افراد توجه کرد. به عنوان مثال استفاده از آب‌های گرم معدنی به بیماران فشار خونی، قلبی، عروقی، مسلول، کلیوی و سرطانی توصیه نمی‌شود. ضمناً باید دورهٔ درمان، فصل استفاده و نیز منظم بودن درمان رعایت گردد. حتی ممکن است عکس‌العمل افراد در دوره‌های مختلف درمان با هم متفاوت باشد و مثلاً فردی در یک دوره، عکس‌العمل مناسب و در دورهٔ دیگری واکنش نامناسب نشان دهد که در این صورت نباید درمان را قطع نمود.
به علاوه ممکن است عکس‌العمل افراد مختلف نسبت به یک روش خاص متفاوت باشد و بستگی به شرایط بیمار دارد. عده‌ای از افراد پس از استفاده از آب‌های معدنی دچار برخی عوارض می‌شوند که به بحران آبمعدنی معروف است. موردهایی همچون خستگی، تعرق زیاد، بالارفتن فشار خون و دمای بدن، تنگی نفس، کوفتگی، بدخوابی، اضطراب، افزایش ضربان قلب، بی اشتهایی و بی حوصلگی از آن جمله‌اند. طول مدت درمان از یک تا چهار هفته، بنابر توصیهٔ پزشک تغییر می‌کند و در این مدت استراحت، ورزش، رژیم غذایی مناسب، آرامش، نظم و استفاده از هوای آزاد در کارایی درمان بسیار مؤثر است.
روش‌های مختلف درمان عبارتند از: نوشیدن، استحمام کردن، دوش گرفتن، شست‌وشو دادن موضعی، تزریق کردن، بخور دادن و گل درمانی.

## سرچشمه آب‌های معدنی

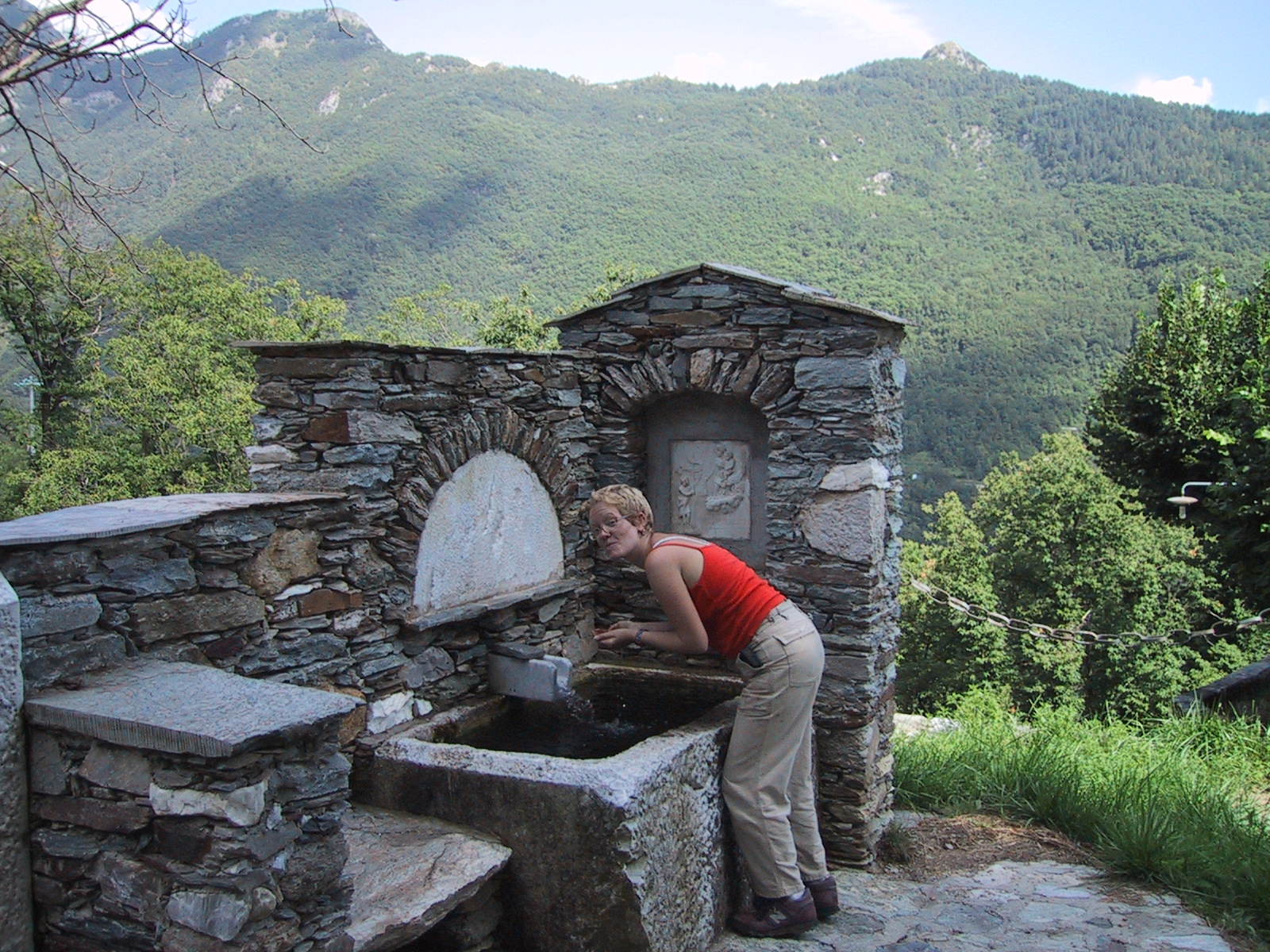
یک چشمهٔ کوهستانی

آبهای معدنی دارای سه منشأ سطحی، عمقی و مخلوط هستند. آب‌های با منشأ سطحی که به آب‌های ژئوترمال معروفند، دارای منشأ خارجی هستند و از فرورفتن آب به عمق زمین و گاهی تا اعماق زیاد به وجود می‌آیند. در حین نفوذ بسیاری از مواد شیمیایی را در خود حل می‌کنند و سپس از طریق شکاف‌های زمین به خارج جریان پیدا می‌کنند. آب‌های ژئوترمال اغلب گرم هستند و حرارتی در حدود ۳۵ تا ۴۰ درجه سانتیگراد دارند و خواص فیزیکو شیمیایی آن‌ها بستگی به زمین‌هایی دارد که از آن عبور کرده‌اند.
آبهای با منشأ عمقی معمولاً از اعماق زیاد زمین نشات گرفته‌اند و حاصل بخار آخرین مرحلهٔ مگمای درون زمین هستند. (مواد مذاب و سیال درون زمین را مگما گویند) این آبها معمولاً منشأ آتشفشانی دارند و نیروی بیرون ریزندهٔ آن‌ها بخار آب و گازهای پرفشار محلول در آن‌ها است. اغلب آب‌های موجود در طبیعت، منشأ خارجی دارند و فقط کمی از آن‌ها دارای منشأ عمقی‌اند.
اما آب‌های معدنی با منشأ مخلوط معمولاً آمیزه‌ای از انواع سطحی و عمقی هستند. این آب‌ها به هنگام بیرون آمدن با آب‌های سطحی درآمیخته می‌شوند.

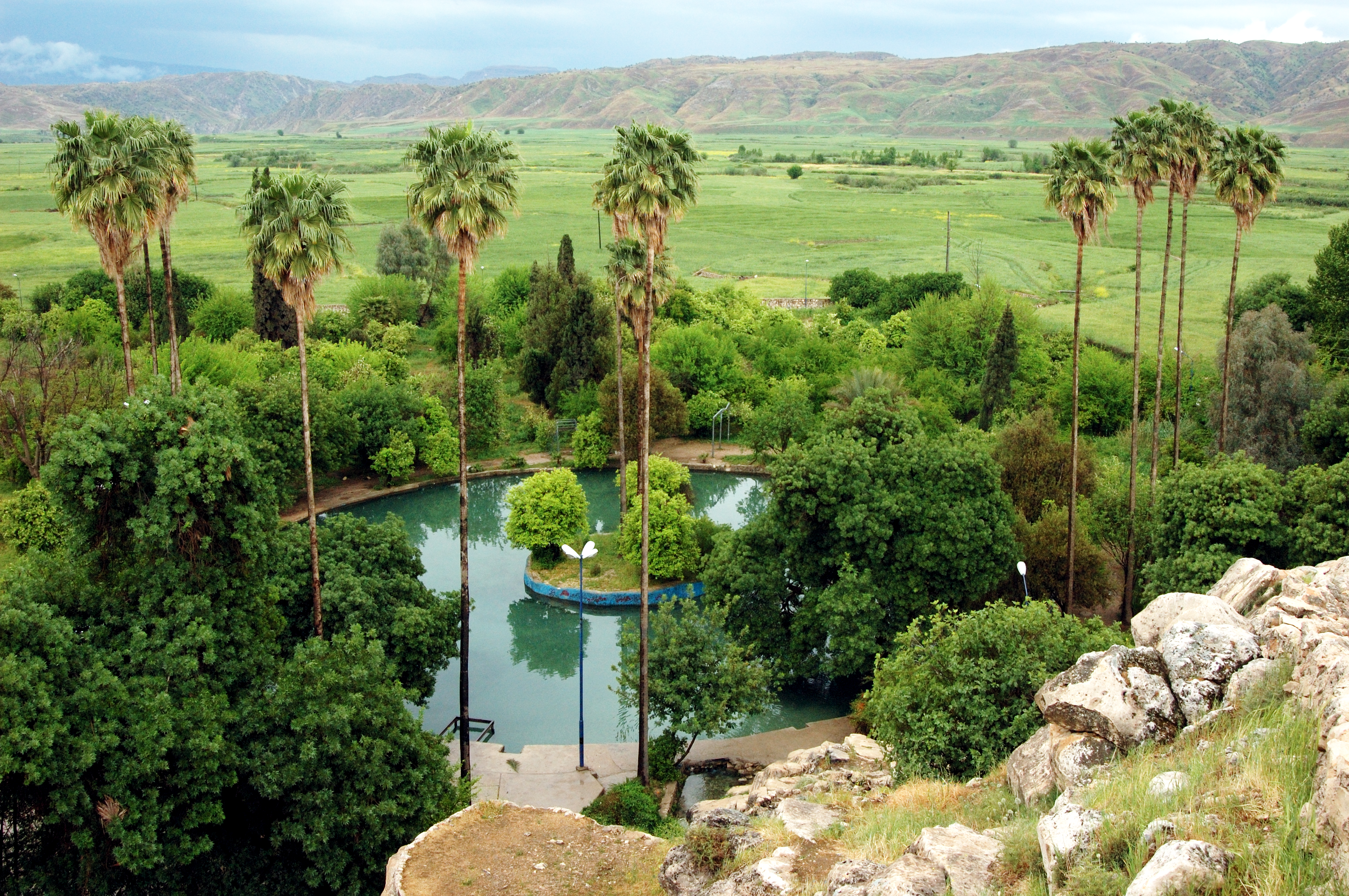
چشمه بلقیس، یک باغ ایرانی که منبع تمامی آب آن چشمه‌های درون باغ است.

آب چشمه‌های معدنی غالباً پس از طی مراحلی از لایه‌های مختلف زمین عبور می‌کند و از محلی به نام مظهر چشمه به خارج جریان می‌یابد. منطقهٔ خروج آب معمولاً در نقاط پایین دست مانند کف دریاها یا مجاور بستر رودخانه‌ها است؛ ولی بعضی چشمه‌ها نیز در ارتفاعات زیاد دیده شده‌اند. به هرحال وجود کوه‌های فراوان، چین خوردگی‌ها و به خصوص شکستگی و گسل‌ها از عوامل مهم خروج آب چشمه‌های معدنی هستند. اغلب این آب‌ها در هنگام خروج از خود رسوباتی به جای می‌گذارند یا در مورد آب‌های آهن‌دار به ایجاد رگه‌های فلزی منجر می‌شوند که گاه به رنگ‌های مختلف در می‌آید و منظرهٔ بسیار زیبایی را به وجود می‌آورد. وجود گل و لای نیز در اغلب چشمه‌های معدنی سبب کاربرد درمانی می‌شود. آب‌های معدنی اگر به جای خروج از یک شکاف، از شکافهای متعدد خارج شوند، مظهرهای چندگانه به وجود می‌آورند. چنانچه در منطقه، عوامل آلاینده وجود داشته باشد منجر به آلودگی آب می‌شود؛ بنابراین لازم است ضوابط بهداشتی جهت استفاده از آب‌های معدنی کاملاً در نظر گرفته شود.
کار بهره‌برداری از آب‌های معدنی کاپتاژ نامیده می‌شود که باید با روش صحیح و اصولی انجام شود تا از کاهش آب‌دهی چشمه جلوگیری شود و کیفیت آب مانند درجه حرارت و غلظت و گازهای مختلف در آن حفظ شود و از آلوده‌شدن آن نیز کاملاً جلوگیری به عمل آید. مسئلهٔ مهم دیگر وجود آب‌های رادیواکتیو است که اغلب دارای گاز رادون هستند و باید از اتلاف آن پرهیز شود؛ زیرا هم گران‌قیمت هستند و کاربرد درمانی دارند و هم برای گیاهان و دام‌ها خطرناک هستند. گاهی لازم است گازهای رادیواکتیو را به نحوی از آب جدا کرد و به صورت اختصاصی مورد استفاده قرار داد. به علاوه آب‌های معدنی هنگام خروج نباید با آب‌های سطحی مخلوط شوند، زیرا از اثرات درمانی آن‌ها کاسته می‌شود. در هر حال عمل استخراج و بهره‌برداری باید با نهایت دقت و با توجه به تجربیات و بررسی‌های زمین‌شناسی و تحت ضوابط بهداشتی ویژه انجام شود، بنابراین در این رابطه همکاری متخصصان زمین‌شناسی، آب‌شناسی، مهندسان فنی، شیمی‌دان‌ها و میکرب‌شناسان کاملاً ضروری است.